# Арендзе
Арендзе (нем. Arendsee) — город в Германии, в земле Саксония-Анхальт.
Входит в состав района Зальцведель. Подчиняется управлению Арендзее-Кальбе. Население составляет 7381 человек (на 31 декабря 2010 года). Занимает площадь 33,87 км². Официальный код — 15 3 70 006.